# Порнографски актьор
Порнографски актьор/актриса е човек, който играе роля и/или изпълнява сексуален акт в порнографски филм. Широка популярност е придобило и названието „порнозвезда“.
В зависимост от жанра на филма сценичното изпълнение, възрастта, физическите характеристики на актьорите и тяхната способност да създават сексуално настроение е от изключително значение за качественото им представяне. Повечето изпълнители са специализирани в определени жанрове – мастурбация, лесбийски секс, анален секс, двойно проникване, междурасов секс, MILF и други. Независимо от жанра, обикновено порноактьорите се изявяват голи в порнографските филми.

## История
Американката Линда Лъвлейс се счита за първия световно признат порнографски актьор с участието си във филма „Дълбокото гърло“ от 1972 г. Успехът на този филм, който в световен мащаб реализирал стотици милиони долари приходи, насърчил заснемането на повече порнофилми и афиширането на актьорите, които участват в тях. По този начин през 70-те години на двадесети век популярност придобиват и имената на порноактристе Мерилин Чеймбърс (Behind the Green Door) и Джорджина Спелвин (The Devil in Miss Jones).
В началото на 70-те години на двадесети век съдът в щата Калифорния, САЩ приема решение, което признава разликата между порнографията и проституцията. Калифорнийският съд приема, че сексуалния акт в порнографията е част от актьорското изпълнение на съответния актьор и не представлява проституция. Именно това решение превръща в следващите няколко десетилетия щата Калифорния в световния център на порноиндустрията.
През 90-те години на двадесети век порнографията набира популярност и в Европа и по-конкретно в държави като Франция, Унгария, Чехия, Словакия, Русия, които дават на света множество порнографски актьори и актриси, като някои от тях пробиват и в САЩ.
Американската порноактриса Джена Джеймисън е наричана „Кралицата на порното“ и е определяна като най-известният порнографски изпълнител в света. Освен нея, сред най-известните порнографски актриси в края на 90-те години и началото на 21 век са: Джена Хейз – носителка на наградите в категорията за изпълнителка на годината на AVN, XBIZ и XRCO, с което постига т. нар. „тройна корона на порното“ и става първата актриса, печелила наградата в тази категория и на трите организации; Джеси Джейн – определяна като лицето на модерното порно; Тори Блек – първата и единствена актриса, която печели два пъти AVN наградата за изпълнителка на годината, като става нейна носителка в две поредни години, съответно през 2010 и 2011 г. и е определя като изпълнителката с най-атрактивното лице в порноиндустрията; Лиса Ан, Саша Грей, Беладона.

## Автобиографии
Редица порнографски актьори и актриси са написали автобиографии, сред които могат да бъдат посочени:
- Мерилин Чембърс – My Story (1975, ISBN 0-446-79827-4)
- Линда Ловлес – Inside Linda Lovelace (1974), The Intimate Diary of Linda Lovelace (1974), Ordeal (1980), Out of Bondage (1986)
- Джери Бътлър – Raw Talent (1990, ISBN 0-87975-625-X)
- Рафаела Андерсън – Hard (2001, ISBN 2-253-15449-0)
- Петер Норт – Penetrating Insights (1994, ISBN 1-885591-22-5)
- Хиапатия Лий – The Secret Lives of Hyapatia Lee (2000, ISBN 1-58721-906-9)
- Трейси Лордс – Traci Lords: Underneath It All (2003)
- Клара Морган – Sex Star (2003)
- Нина Робертс – J'assume (2005, ISBN 2-35012-020-1)
- Джена Джеймисън – How to Make Love Like a Porn Star: A Cautionary Tale (2005)
- Селия Бланко – Secretos de una pornostar (2005)
- Кели Тръмп – Porno – Ein Star packt aus (2005)
- Кристи Кениън – Lights, Camera, SEX! (2005, ISBN 0-9727470-0-1)
- Роко Сифреди – Io, Rocco (2006, ISBN 88-04-55995-0)
- Рон Джереми – The Hardest (Working) Man in Showbiz (2006, ISBN 0-06-084083-8)
- Илона Сталер – Per amore e per forza (2007)
- Харълд Джонсън – Zen and the Art of Pornography (2008, ISBN 1-4382-0430-2)
- Джорджина Спелвин – The Devil Made Me Do It (2008, ISBN 0-615-19907-0)
- Канди Бар – Candy Barr AKA Juanita Dale Slusher (2009, ISBN 97809818220)
- Тера Патрик – Sinner Takes All: A Memoir of Love and Porn (2009, ISBN 1-59240-522-3)
- Шелби Любен – Truth Behind the Fantasy of Porn: The Greatest Illusion on Earth (2010, ISBN 978-1-4538-6007-6)